# Racer
 (juin 2023).
Racer est un logiciel gratuit de simulation de conduite routière (Linux, Windows, Mac OS X) utilisant un modèle dynamique de véhicule évolué pour donner un comportement crédible aux véhicules. Destiné initialement à être multijoueurs en réseau, depuis la version 0.50, des véhicules autonomes peuvent coexister et entrer en compétition avec le joueur sur le circuit.
C'est un logiciel ouvert où les spécifications publiées permettent de créer des véhicules ainsi que des circuits. Seul le code source de la version Linux de 2003 (v0.5.0) est disponible. Le jeu utilise OpenGL pour le rendu visuel.
L'archive du programme comporte des outils de construction de pistes, de conversion d'objets 3D (dont les véhicules) et des outils de paramétrage de véhicule.
La dernière version pour carte graphique standard est la v0.6.5.5 de mars 2010. La dernière version avec HDRI est la v0.8.8 de décembre 2009.